# Holpijp (orgel)
De Holpijp is een register van een orgel.

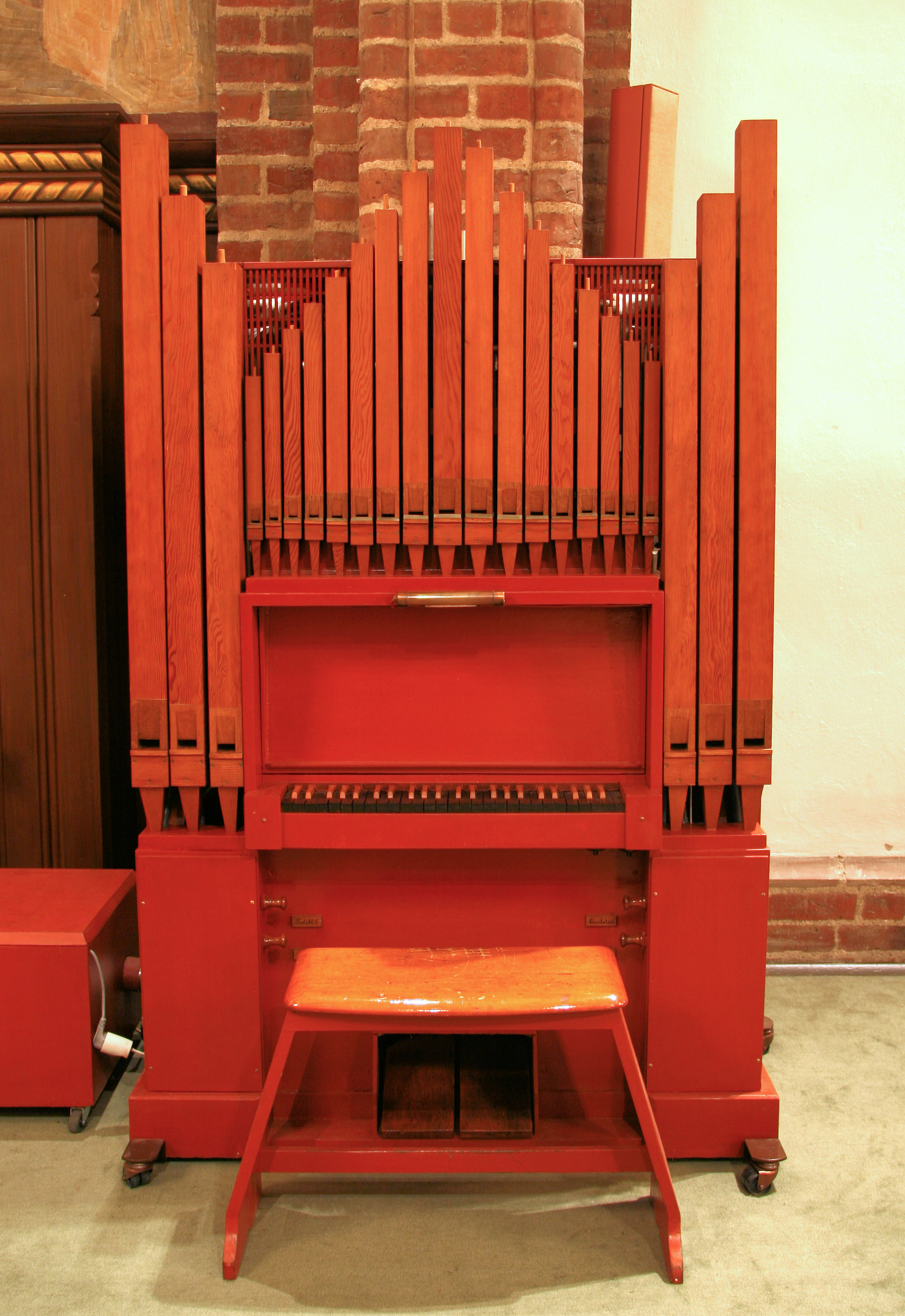
Het koororgel van de Sankt Andreas Kirke in Kopenhagen heeft een (houten) Holpijp in het front staan

## Ontstaan en kenmerken
De Holpijp is een stem die in de orgelregisters onder de fluiten valt. Kenmerkend voor de klank is een zachtere, bredere en grondtoniger klank dan de prestanten. De Holpijp is rond 1450 ontstaan nadat orgels door technische vernieuwingen meer mogelijkheden kregen om verschillende pijpreeksen afzonderlijk te laten horen in plaats van enkel het tutti. Door te experimenteren met bredere pijpdoorsnedes ten opzichte van de lengte, de zogenaamde mensuren, ontstonden fluiten. Tevens ontdekte men dat door de bovenkant van de pijp af te dekken, dus dicht te maken, de klank van de pijp vrijwel een octaaf lager werd en dat de grondtonigheid extra werd benadrukt. Zo ontstonden de 'gedekte' fluiten.

## Makelij
Een Holpijp wordt geregeld vervaardig uit hout, vaak grenen of eiken, maar ook andere houtsoorten komen voor. Gewoonlijk worden alleen de laagste één of twee octaven uit hout vervaardigd. Dit heeft vaak, maar niet altijd, te maken met dat grotere pijpen niet altijd op de windlade passen en dientengevolge tegen een zijkant van de orgelkast worden weggewerkt. Houten pijpen zijn vrijwel altijd vierkant en daarom makkelijker langs een muur te plaatsen. 
De kleinere pijpen worden vaak vervaardigd uit orgelmetaal, een alliage van lood en tin. Vaak is dan het loodpercentage hoger dan gemiddeld, ook hier weer om meer grondtoon te verkrijgen.
Uitzonderingen zijn uiteraard aanwezig. In kistorgels is de Holpijp altijd aanwezig en vrijwel integraal in hout uitgevoerd, dit omdat kistorgels zeer geregeld verplaatst worden en hout minder gevoelig is voor eventuele schade dan orgelmetaal.
In oudere orgels en vaak ook grotere is de Holpijp juist geregeld geheel uit orgelmetaal vervaardigd. Dit heeft onder andere te maken dat men lang heeft gedacht dat houten pijpen minder draagkracht zouden hebben, wat echter niet juist is. Wel kunnen ze door hun vierkante uitvoering een flinke geluidsbarrière vormen als ze dicht op elkaar vooraan in het orgel worden opgesteld.

## Trivia
- Een Holpijp is vrijwel altijd als een achtvoets register uitgevoerd.
- Een holpijp is ook een plant uit de paardenstaartenfamilie
- Een hulpstuk om gaten te stansen in vlakke materialen wordt ook een holpijp genoemd.

Aliquot · Bourdon · Chamadewerk · Cornet · Cymbelster · Dulciaan · Fluit · Gedekt · Grondstem · Hobo · Holpijp · Mixtuur · Nachtegaal · Prestant · Roerfluit · Salicionaal · Strijkers  · Subbas · Tolkaan · Voix céleste · Vulstem